# ピチェルノ
ピチェルノ（イタリア語: Picerno）は、イタリア共和国バジリカータ州ポテンツァ県にある、人口約5,900人の基礎自治体（コムーネ）。

## 地理

### 位置・広がり

#### 隣接コムーネ
隣接するコムーネは以下の通り。
- バルヴァーノ
- バラジャーノ
- ポテンツァ
- `ルオーティ
- `サヴォイア・ディ・ルカーニア
- ティート
- ヴィエトリ・ディ・ポテンツァ